# Tony Hicks
Pour les articles homonymes, voir Hicks.
Tony Hicks est un musicien britannique né le 16 décembre 1945 à Nelson, dans le Lancashire. Il est principalement connu en tant que guitariste du groupe de rock The Hollies depuis 1963.

## Biographie
Anthony Christopher Hicks est né le 16 décembre 1945 à Nelson, dans le Lancashire. Il s'intéresse très jeune à la musique et rejoint un groupe de skiffle, les Skifflelets, à la fin des années 1950, puis un groupe de beat, Ricky Shaw & the Dolphins, au début des années 1960. Il est recruté par les Hollies en 1963 pour remplacer le guitariste Vic Steele, qui ne souhaite pas s'engager dans une carrière professionnelle.
Le jeu de guitare de Hicks constitue un élément majeur du son des Hollies, de même que sa participation aux harmonies vocales du groupe. Outre la guitare, il joue également du banjo, du sitar et du dulcimer, entre autres instruments. Avec Allan Clarke et Graham Nash, Hicks forme un trio d'écriture à l'origine de quelques-uns des plus gros succès des Hollies, comme Stop Stop Stop (en) (no 2 des ventes en 1966) ou Carrie Anne (en) (no 3 en 1967).
Dans les années 1970, après le départ de Graham Nash, Tony Hicks écrit davantage de chansons seul ou avec son ami Kenny Lynch. L'une de ces chansons, Long Dark Road, se classe dans le Top 30 des ventes aux États-Unis en 1972. C'est également lui qui fait découvrir au groupe He Ain't Heavy, He's My Brother, qui rencontre un immense succès à sa sortie en 1969.
En-dehors des Hollies, Tony Hicks produit en 1974 un album pour le groupe Taggett. Il continue à se produire avec le groupe au début du XXIe siècle. Lorsque Allan Clarke prend sa retraite, en 2000, il en devient le plus ancien membre.